# Chi Báo sư tử
Chi Báo sư tử (tên khoa học: Puma) là một chi trong họ Mèo bao gồm loài báo sư tử và mèo cây châu Mỹ, và có thể cũng bao gồm nhiều loài hóa thạch cựu thế giới chưa được biết đến nhiều (ví dụ như Puma pardoides, hay "Owen's panther" một loài mèo lớn như báo sư tử trong Pleistocene của lục địa Á-Âu).
Tên khoa học "puma" bắt nguồn từ tên gọi bản địa của loài báo sư tử trong tiếng Quechua.

## Loài
- Puma concolor (Linnaeus, 1771) – Báo sư tử
- Puma pardoides (Owen, 1846) – Owen's Panther
- Puma yagouaroundi (Geoffroy, 1803) – Mèo cây châu Mỹ